# Skoroplodnaya
Skoroplodnaya es una variedad cultivar de ciruelo ( con mezcla de Prunus cerasifera, Prunus simonii, Prunus salicina, y Prunus ussuriensis), de las denominadas "ciruelas siberianas" o también llamadas "ciruelas rusas" (Prunus rossica), un grupo único de híbridos complejos con grandes frutos dulces, que fue creado por criadores rusos y esta variedad es uno de sus representantes.
Una variedad de ciruela siberiana obtenida en la Federación Rusa por un cruzamiento de 'Climax' x 'Ussurijskaja Krasnaja' antes de 1965. Las frutas con talla de fruto medio a grueso, de forma redondeada, color de piel rojo anaranjado, con chapa de rubores anaranjados sobre color amarillo claro, con numeroso punteado grueso, y pulpa de color amarillo oscuro en mitad de una valva, y otra mitad rojizo naranja, textura medianamente firme, y sabor dulce aromático, armonioso, más dulce que ácido. Tolera las zonas de rusticidad según el departamento USDA, de nivel 1 a 3.

## Sinonimia
- "ciruela cereza".

## Historia
'Skoroplodnaya' variedad de ciruela, un híbrido interespecífico de ciruela cereza (Prunus cerasifera), ciruela japonesa (Prunus salicina), ciruela ussuriana (Prunus ussuriensis) y ciruela china (Prunus simonii), se obtuvo como resultado del cruce de "Parental Madre" 'Climax' x polen como "Parental Padre" de 'Ussurijskaja Krasnaja'. Se obtuvo a finales de los años 50 del siglo  XX . Siendo obtenida en la Federación Rusa por Ch. Yenikeyev empleado del "Instituto Tecnológico y de Fitomejoramiento de Plantas de toda Rusia de Horticultura", y los viveros "Enikkev Kh. K." y "Satarova SN".
La introducción de la variedad en la agricultura y la jardinería comenzó activamente en 1965. La ciruela se dividió en zonas en el territorio de la Región de Moscú, la Región Central de la Tierra Negra, y en la región costera. La variedad fue lanzada en los circuitos comerciales generales en 1998.
'Skoroplodnaya' es una de las denominadas "ciruelas siberianas", muy temprana, destinada principalmente a las zonas de cultivo del norte con inviernos fríos y primavera inestable. Valioso por su adaptabilidad, alta resistencia a las heladas y muy buena resistencia a las enfermedades fúngicas.

## Características
'Skoroplodnaya' árbol medio y vigor fuerte medio, copa ovalada, moderadamente densa. Variedad es parcialmente autofértil, por lo que produce cosechas incluso sin la presencia de polinizadores. Si hay un polinizador cerca, la cosecha será mayor y más estable. Un polinizador adecuado es otra variedad de ciruela siberiana, ciruela japonesa o ciruela cereza. Las flores florecientes son resistentes a las heladas leves.
'Skoroplodnaya' tiene una talla de fruto medio a grueso, de forma redondeada, peso promedio 30 g, sutura definida en color más claro; epidermis tiene una piel fina de color rojo anaranjado, con chapa de rubores anaranjados sobre color amarillo claro, con numeroso punteado grueso de color blanquecino; pulpa de color amarillo oscuro en mitad de una valva, y otra mitad rojizo naranja, textura medianamente firme, y sabor dulce aromático, armonioso, más dulce que ácido.
Hueso semi adherente, pequeño, elíptico, aplanado, surcos poco marcados, superficie rugosa.
Su tiempo de recogida de cosecha se inicia en su maduración muy temprana en la tercera decena de junio. Rendimiento alto, estable y regular, inicio temprano. Resistencia a enfermedades y heladas alta.

## Usos
Una buena ciruela de postre apto tanto para consumo fresco en mesa, como para procesados industriales y culinarios.